# Арвика
Арвика (швед. Arvika) град је у Шведској, у западном делу државе. Град је у оквиру Вермландског округа, где је треће по величини и значају насеље. Арвика је истовремено и седиште истоимене општине.

## Природни услови
Град Арвика се налази у западном делу Шведске и средишњем делу Скандинавског полуострва. Норвешка граница није далеко од града - 35 км западно. Од главног града државе, Стокхолма, град је удаљен 390 км западно. 
Арвика се развила на североисточној обали језера Глафсфјроден (кроз које протиче река Кирквикен), у невеликој приобалној равници. Градско подручје је равничарско до бреговито, а надморска висина се креће 50-75 м.

## Историја
Подручје Арвике било је насељено још у време праисторије.
Све до 1811. године Арвика је била село. Тада је насеље проглашено за град како би се унапредио дати забачени део Шведске. Арвика доживљава препород у другој половини 19. века са доласком индустрије и железнице. Ово благостање траје и дан-данас.

## Становништво
Арвика је данас град средње величине за шведске услове. Град има око 14.000 становника (податак из 2010. г.), а градско подручје, тј. истоимена општина има око 26.000 становника (податак из 2010. г.). Последњих деценија број становника у граду стагнира.
До средине 20. века Арвика су насељавали искључиво етнички Швеђани. Међутим, са јачањем усељавања у Шведску, становништво града је постало шароликије, али опет мање него у случају већих градова у држави.

## Привреда
Данас је Арвика савремени град са посебно развијеном индустријом. Последње две деценије посебно се развијају трговина, услуге и туризам.

## Збирка слика
- Главни трг Арвике
- Главна градска црква
- Средишња градска школа